# Śluza V Czarna Droga
 Śluza V „Czarna Droga” – śluza na Starym Kanale Bydgoskim w Bydgoszczy.
Stanowi jedną z budowli hydrotechnicznych starego odcinka Kanału Bydgoskiego, wyłączonego z eksploatacji w 1915 r. Jest to dawna szósta śluza drogi wodnej Wisła-Odra oraz piąta śluza na Kanale Bydgoskim (1774–1915).
Zarządcą obiektu jest Zarząd Miasta Bydgoszczy.

## Lokalizacja
Śluza znajduje w Bydgoszczy, przy ul. Czarna Droga, w centralnej części parku nad starym Kanałem Bydgoskim.

## Historia
Śluzę wybudowano w latach 1773–1774. Obecna forma budowli pochodzi z lat 1804–1807, kiedy dokonano pierwszej przebudowy drogi wodnej Wisła-Odra. Od połowy XIX wieku przy śluzie zlokalizowano szereg obiektów gastronomiczno-rozrywkowych, m.in. restaurację "Schweizer Haus" oraz restaurację i kawiarnię "Carl Rasmus". Śluza była eksploatowana z przeznaczeniem dla barek o ładowności do 200 ton do roku 1915, kiedy oddano nowy odcinek kanału z nowo wybudowanymi śluzami Okole i Czyżkówko. Do końca lat 40. XX w. wykorzystywana była awaryjnie. Ostateczne wyłączenie z eksploatacji nastąpiło pod koniec lat 60. XX w.
Od 1972 Stary Kanał Bydgoski wraz ze śluzami znajdował się w gestii miasta Bydgoszczy. W latach 1992–1993 śluzę odrestaurowano według projektu Gerarda Graczyka. W 2005 śluzę wraz z całym zespołem Kanału Bydgoskiego wpisano do rejestru zabytków województwa kujawsko-pomorskiego.

### Mostek przy śluzie
Od końca XVIII wieku przy śluzie znajdował się mostek dla pieszych. Na początku XIX wieku most poszerzono i wyposażono m.in. w ławki dla spacerowiczów. W 1906 roku obiekt przebudowano dostosowując go do ruchu drogowego. W 1948 roku dokonano kolejnej przebudowy. Powstała kładka dla pieszych na stalowych dźwigarach. Wobec dużego zużycia i korozji, w 1991 roku bydgoska firma "Rawex" wykonała nową kładkę według własnego projektu autorstwa mgr inż. Krzysztofa Maciejewskiego i inż. A. Henninga. Nowy obiekt posiadał formę prefabrykowanej kładki opartej na żelbetowych ławach wykonanych w ceglanej konstrukcji starych przyczółków. W II połowie 2022 kładka została poddana kapitalnemu remontowi, w wyniku którego uzyskała nową nawierzchnię, izolację i stylowe balustrady
.

## Charakterystyka
Jest to śluza komorowa o konstrukcji ceglanej posadowiona na ruszcie palowym. Posiada zamknięcia w postaci drewnianych wrót wspornych dwuskrzydłowych. Zasuwy umożliwiające regulację przepływu wody i napełnianie komory posiadają napęd ręczny. Zachowany układ mechaniczny zasuw pochodzi z 1872 roku.

### Most przy śluzie
Przy głowie dolnej śluzy znajduje się most dla pieszych w ciągu ulicy Czarna Droga w Bydgoszczy. Jego długość wynosi 7,4 m, szerokość 2,75 m oraz nośność 5 ton. Konstrukcja składa się z płyty żelbetowej monolitycznej opartej na przyczółkach ceglanych. Przeprawa mieści chodnik dla pieszych i rowerzystów z nawierzchnią asfaltową. Przestrzeń żeglugowa pod obiektem wynosi 6,5 x 5,5 m. Obiektem dysponuje Zarząd Dróg Miejskich i Komunikacji Publicznej w Bydgoszczy.